# Maradó fog

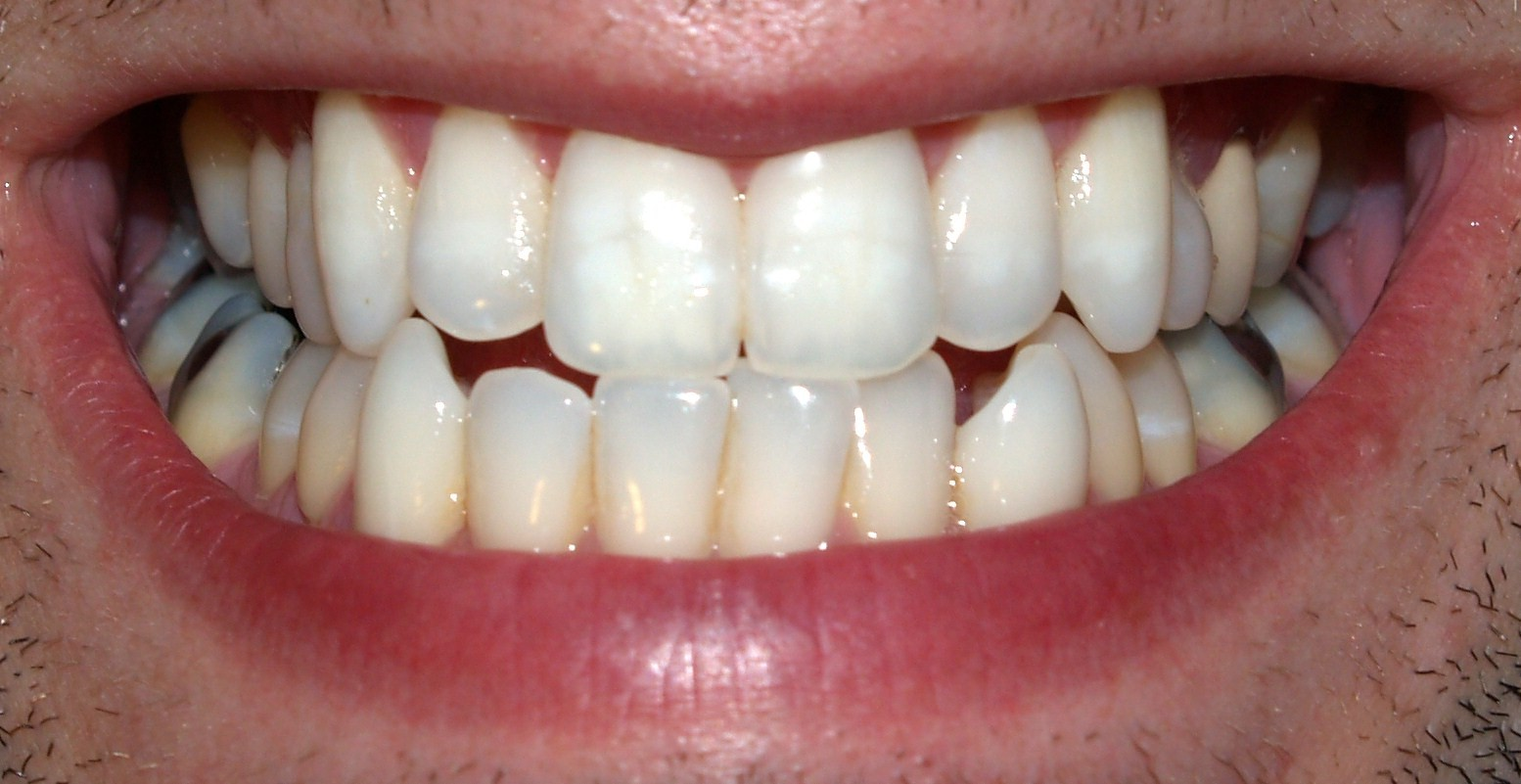
Egy felnőtt maradó fogai

Maradó fogaknak nevezzük az emberben és egyes állatokban a második rend fogazatot, mely az élet folyamán nem pótlódik. Embernél 32 maradó fogat találunk: 2 metszőt, 1 szemfogat, 2 kisőrlőt és 3 nagyőrlőt kvadránsonként.
A maradó fogak a tejfogakat pótolják. A fogváltás a 6. életévben kezdődik meg, az első nagyőrlők megjelenésével. A maradó fogak a fogsorban elfoglalt helyük sorrendjében jelennek meg. Ez alól kivételt képez az első nagyőrlő és a felső szemfog. A maradó frontfogak belülről, a szájpad és a nyelv felől közelítik meg a tejfogakat. Míg a kisőrlők a tejmolárisok gyökerei közt jelennek meg. A nagyőrlők a tejfogak mögött jelennek meg. A bölcsességfog tör elő legkésőbb: 16-30 éves korban. Egyre gyakrabban elő sem tör, ami arra mutat, hogy idővel ki fog maradni az ember fogazatából.
Maradó fogazatról csak az utolsó tejfog kihullása után beszélünk. Ez előtt megkülönböztetünk: tejfogazatot – amikor csak tejfogak találhatóak a szájüregben és vegyes fogazatot – az első maradó fog megjelenésétől, az utolsó tejfog kihullásáig.